# 유대 신화
유대 신화는 유대 민속과 유대교에서 이야기 형식으로 전해지는 전설, 신화, 교훈적 전승으로 랍비에 의해 작성되었을 뿐만 아니라 기독교 교회, 이슬람 모스크 등에서 인용되어 보존되었다.
유대 신화는 단순히 시나고그에서만 작성된 것 뿐만 아니라, 기독교 교회에서도 작성되었다. 시나고그에서 가짜로 여겨져 거부당한 문헌 중 일부는 기독교 교회에 의해 보존되었다. 헬레니즘 사상을 지닌 유대인들의 고대 그리스어 문헌 이외에도 라틴어, 고대 시리아어, 고대 암하라어, 아람어, 아랍어, 페르시아어, 고대 슬라브어 등 팔레스타인과 헬레니아 지역의 유대 신화들로부터 번역된 바 있다. 이들 중 일부는 기독교 자료에 삽입되거나, 원래의 이야기와 달라진 부분이 있다.
유대교가 율법을 중심으로 하는 신앙 체계로써 도덕적, 윤리적 지침을 제공한다면, 유대 신화는 유대인의 종교적 세계관 속에서 형성된 이야기와 전설, 비유적 내러티브를 포함한다. 성경이나 토라에 기록된 내용이 아닌 아포크리파, 미드라시, 탈무드 등의 문헌에서 나타나며, 유대교에서는 유대 신화를 비유적, 상징적 의미로 해석한다. 하지만 이는 랍비 문헌에만 국한되지는 않는데, 미드라시 문헌이 일부분만 보존되었으며, 타르굼 등 문헌에 중세 성경 집필자들과 신부들에 의하여 인용되어 전승되었기 때문이다. 또한 카발라는 미드라시 문헌을 인용하였기 때문에 미드라시 문헌의 전승되지 못한 부분을 보충할 수 있다.

## 참고 문헌
- Henrietta Szold (1909년 4월 24일). 《The Legends of the Jews》 (PDF) (영어) 2판. The Jewish Publication Society of America. 340쪽. 2024년 8월 24일에 확인함.